# Reggenza di Algeri
La reggenza di Algeri (in arabo دولة الجزائر‎?, Dawlat al-Jazāʼir; in berbero ⵜⴰⵎⵓⵔⵜ ⵏ ⵍⴷⵣⴰⵢⵔ, Tamurt n Lezzayer; in turco ottomano ایالت جزاير-غرب, Eyalet Jazâ’yir-Gharb), nota anche come Algeria ottomana, fu un territorio ottomano concentrato sulla città di Algeri. La provincia venne fondata attorno al 1525 quando Khayr al-Dīn Barbarossa riprese il possesso della città.
La Reggenza fu il principale centro della potenza dell'Impero ottomano nel Maghreb, ma trattenne una rilevante autonomia talmente ampia da porsi essa stessa come soggetto separato di diritto internazionale. Essa fu anche la base per gli attacchi corsari contro le navi europee. Copriva l'area della moderna Algeria settentrionale, tra gli stati di Tunisia e Marocco. Rivaleggiò con Zayyanidi, Hafsidi e i possedimenti spagnoli nel nord Africa, e divenne uno dei principali covi della corsa del Mediterraneo, sino all'invasione di Algeri del 1830 da parte dei francesi.

## Storia

### La fondazione

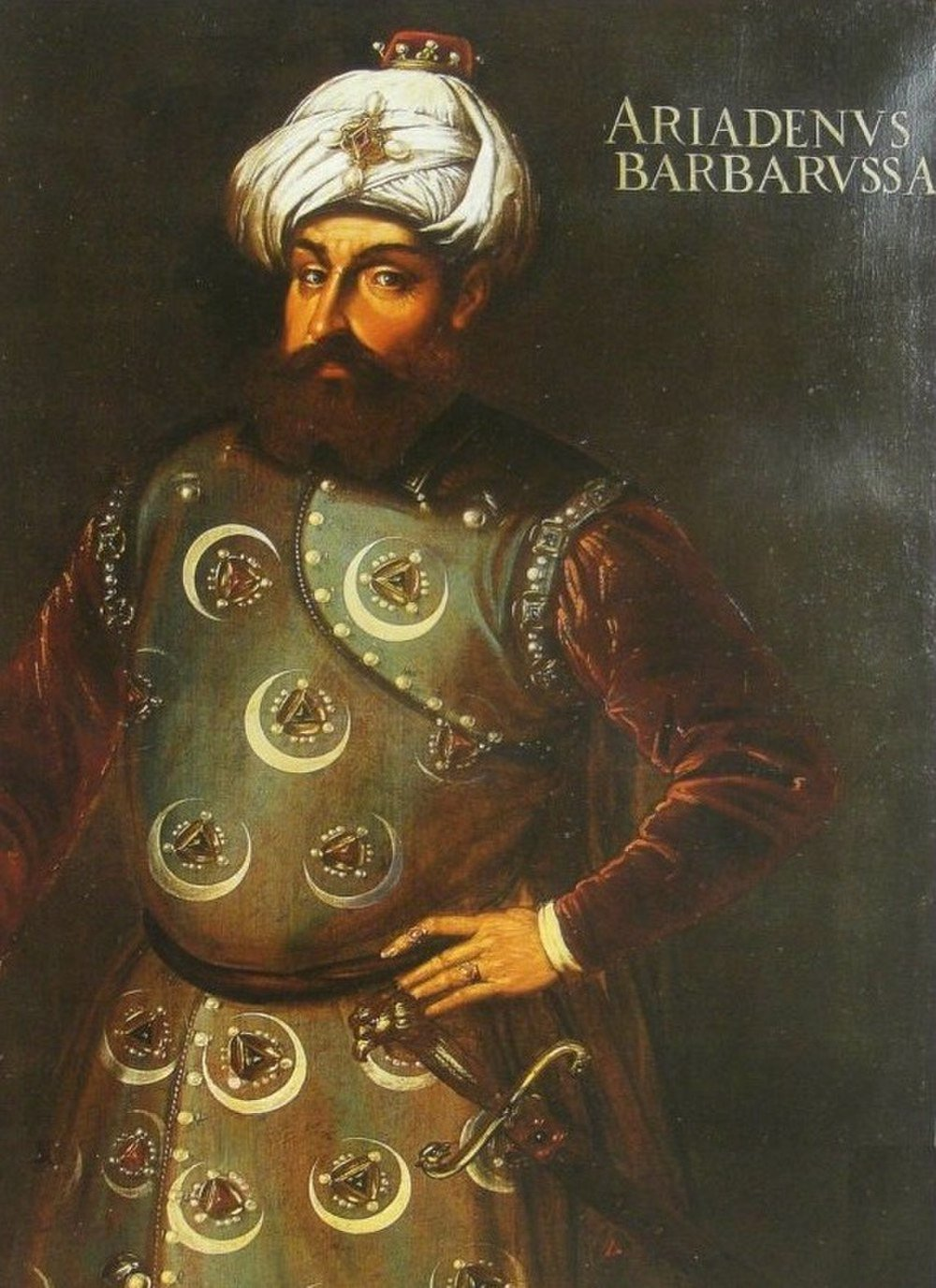
Hayreddin Barbarossa fu il fondatore della Reggenza di Algeri.

Dal 1496, gli spagnoli conquistarono diversi possedimenti nella costa nordafricana: Melilla (1496), Mers-el-Kébir (1505), Orano (1509), Bougie (1510), Tripoli (1510), Algeri, Shershell, Dellys, Tenes.
Nella medesima epoca i pirati fratelli Aruj e Khayr al-Dīn (quest'ultimo conosciuto in Europa col soprannome di Barbarossa) operavano in Tunisia sotto la dinastia hafside. Nel 1516, Aruj spostò la sua base di operazioni ad Algeri e chiese il protettorato dell'Impero ottomano nel 1517, ma venne ucciso nel 1518 durante la sua invasione di Tlemcen. Khayr al-Dīn gli succedette come comandante militare di Algeri.

#### L'occupazione di Algeri
Aruj, il fratello di Barbarossa, aveva catturato tutta la città di Algeri nel 1516 ad eccezione dell'area del Peñón di Algeri che era rimasto agli spagnoli. A seguito della morte di Aruj nel 1518 per mano degli spagnoli durante la caduta di Tlemcen, Barbarossa richiese l'assistenza dell'Impero ottomano, promettendo in cambio di riconoscere l'autorità ottomana sui propri domini. Prima che l'aiuto ottomano potesse giungere a destinazione, gli spagnoli ripresero la città di Algeri nel 1519. Barbarossa riprese la città definitivamente nel 1525 e nel 1529 riprese anche il Peñon spagnolo.

#### Una base per la guerra contro la Spagna
Khayr al-Dīn Barbarossa fondò una base militare per la sua reggenza. Gli ottomani gli diedero un supporto di 2.000 unità tra uomini e pezzi d'artiglieria. Egli lasciò Hasan Agha al comando in suo nome e si recò a Costantinopoli nel 1533.
Il figlio di Barbarossa, Hasan Pashan fu il primo governatore della Reggenza ad essere nominato direttamente dall'Impero ottomano nel 1544, quando suo padre decise di rinunciare al trono, ed ottenne il titolo di beylerbey. Algeri divenne anche una base per la guerra contro la Spagna e nei conflitti tra Impero ottomano e Marocco.
Beylerbey continuarono ad essere nominati a vita sino al 1587. Dopo che la Spagna ebbe inviato un'ambasceria a Costantinopoli nel 1578 per negoziare, nell'agosto del 1580 venne siglata una pace che riconosceva la Reggenza di Algeri come un formale territorio ottomano piuttosto che una base prettamente bellica contro la Spagna. Fu a quel tempo che l'Impero ottomano organizzò una regolare amministrazione ad Algeri nominando dei pascià con reggenza di tre anni per consolidare il potere turco nel Maghreb.

#### La pirateria nel Mediterraneo

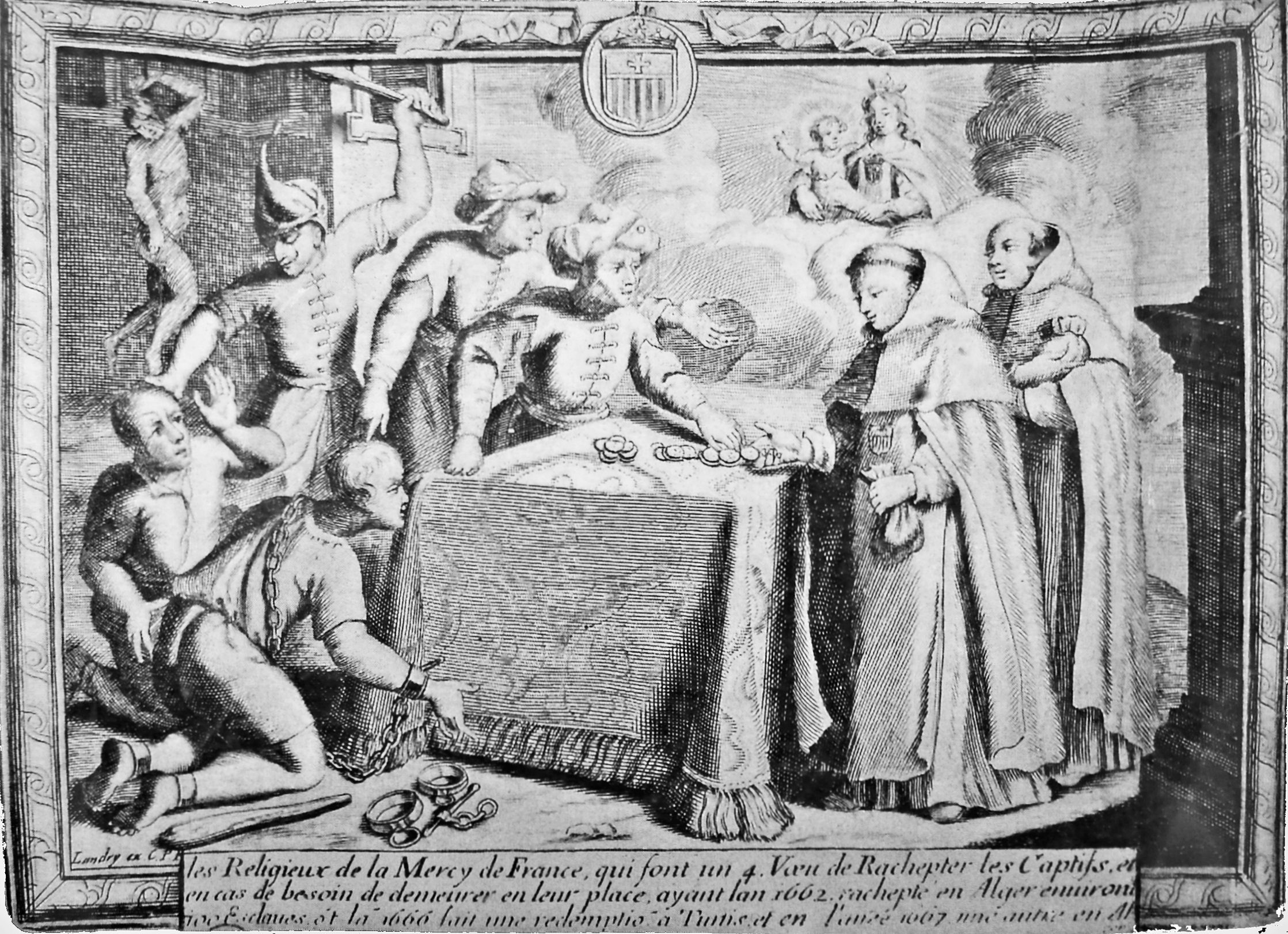
Acquisto di schiavi cristiani ad opera di frati francesi (Ordine di Santa Maria della Mercede) ad Algeri nel 1662.

Malgrado la fine formale delle ostilità con la Spagna nel 1580, gli attacchi contro i convogli cristiani e la tratta degli schiavi divenne la principale fonte di guadagno della Reggenza di Algeri.
All'inizio del XVIII secolo, Algeri divenne, assieme ad altri porti nordafricani come Tunisi, una delle basi della pirateria anglo-turca con almeno 8.000 pirati operanti nella sola città di Algeri nel 1634.
Una lettera di un contemporaneo dell'epoca riporta:
(Lettera di un contemporaneo inviata dal Portogallo all'Inghilterra.)
La pirateria e la schiavitù a danno dei cristiani ebbe come reazione delle ripetute spedizioni punitive inviate dalle potenze europee per debellarne il fenomeno criminale. Spagna (1567, 1775, 1783), Danimarca (1770), Francia (1661, 1665, 1682, 1683, 1688), Inghilterra (1622, 1655, 1672), tutte compirono dei bombardamenti contro Algeri ma senza i successi sperati. Abraham Duquesne combatté i pirati barbareschi nel 1681 e bombardò Algeri tra il 1682 ed il 1683 con l'intento di soccorrere i prigionieri cristiani.

#### Le guerre barbaresche

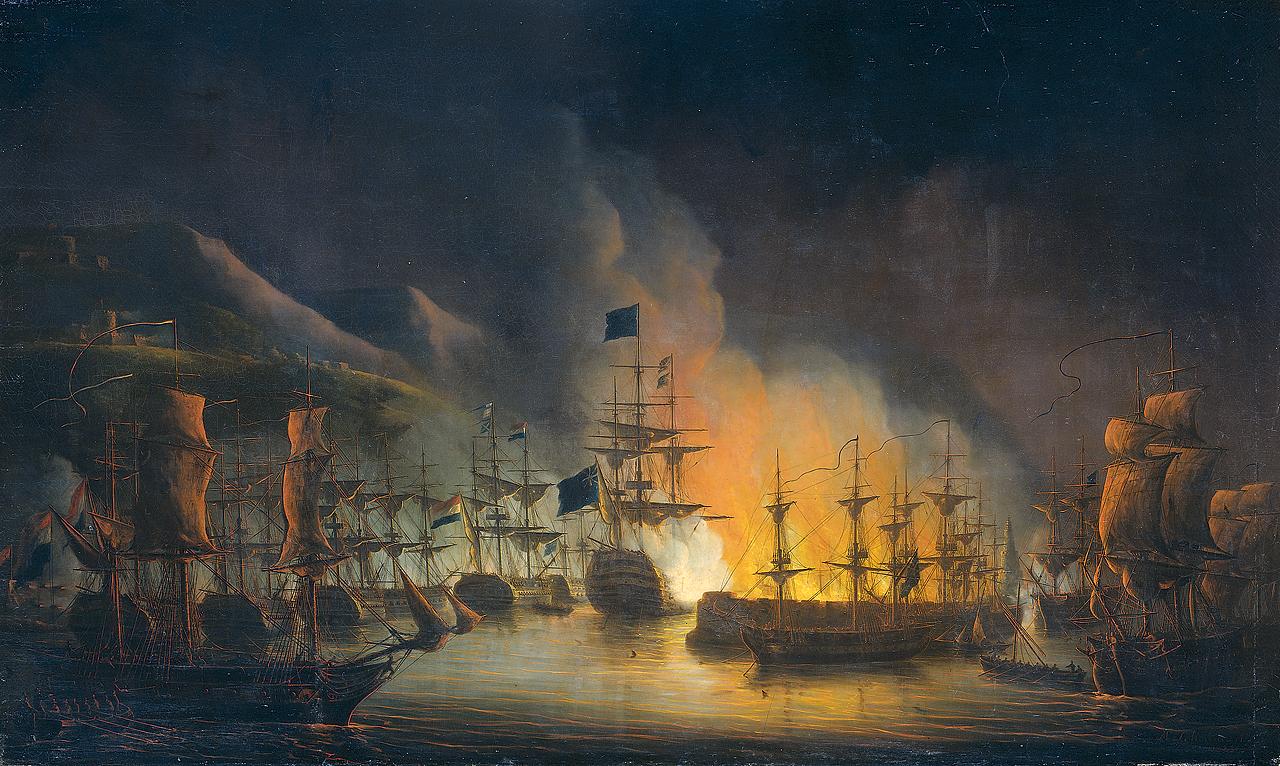
Bombardamento di Algeri nel 1816, dipinto di Martinus Schouman.

Durante l'inizio del XIX secolo, la Reggenza di Algeri venne restaurata al proprio compito di sede della pirateria contro i convogli tra Europa e Stati Uniti d'America. Questo portò allo scoppio della prima guerra barbaresca e della seconda guerra barbaresca, che culminarono nell'agosto del 1816 nel bombardamento navale di Algeri ad opera di Lord Exmouth.

### L'invasione francese
Nel 1808 la popolazione della Reggenza di Algeri ammontava a circa tre milioni di persone, di cui 10 000 turchi e 5 000 kouloughlis (figli di turchi e donne locali).
Durante le guerre napoleoniche, la Reggenza di Algeri beneficiò grandemente del commercio nel Mediterraneo e della massiccia importazione di cibo locale da parte della Francia, il che portò al crearsi di grandi crediti presso lo stato francese. Nel 1827, Hussein Dey, il governante ottomano dell'Algeria, domandò il pagamento di un debito contratto dalla Francia con l'Algeria trentuno anni prima, nel 1799, per la richiesta di supporti alimentari per la campagna napoleonica in Egitto.
Il console francese Pierre Deval rifiutò di dar risposta al dey e come segno di sdegno Hussein Dey toccò il console col suo ventaglio. Carlo X causò la definitiva rottura delle relazioni tra i due paesi. La Reggenza di Algeri ebbe fine con l'invasione francese del 1830, seguita dall'occupazione francese per i successivi 132 anni.

## Suddivisione amministrativa
La Reggenza era composta da vari beilicati (beylik) sotto l'autorità dei bey (vassalli):
- Dar as-Sultan, comprendeva la città di Algeri e i porti limitrofi;[14]
- Il Beilicato di Costantina, aveva la sua capitale a Costantina;[15]
- Il Beilicato di Titteri, al centro, fu istituito nel 1548, con capitale a Médéa;[15]
- Il Beilicato dell'Ovest fu istituito nel 1563, con capitale a Mascara, poi Mazouna nel 1710. Fu trasferita a Orano nel 1791.[16]

Questi beilicati erano istituzionalmente distinti e godevano di una notevole autonomia.
L'amministrazione ottomana dell'Algeria si affidava alle tribù arabe makhzen. Secondo il sistema del beilicato, i bey dividevano i loro beilicati ai capi tribù. Ogni provincia era divisa in outan, o contee, governate da caid (comandanti) sotto l'autorità del bey per mantenere l'ordine e riscuotere le tasse. I bey gestivano il sistema amministrativo e controllavano i loro beilicati con l'aiuto di comandanti e governatori tra le tribù makhzen. In cambio, queste tribù godevano di privilegi speciali, tra cui l'esenzione dalle tasse.
Il bey di Costantina contava sulla forza delle tribù locali, in particolare dei Beni Abbas a Medjana e delle tribù arabe a Hodna e nella regione di M'zab. I capi di queste tribù erano chiamati sceicchi degli arabi. Questo sistema permise ad Algeri di espandere la propria autorità sull'Algeria settentrionale per tre secoli.